# ケルチ海峡

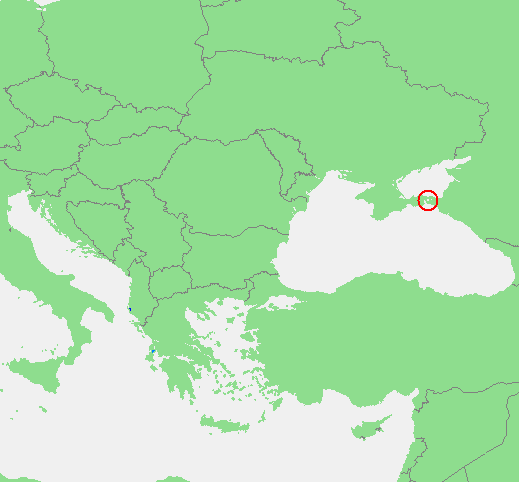
ケルチ海峡の位置

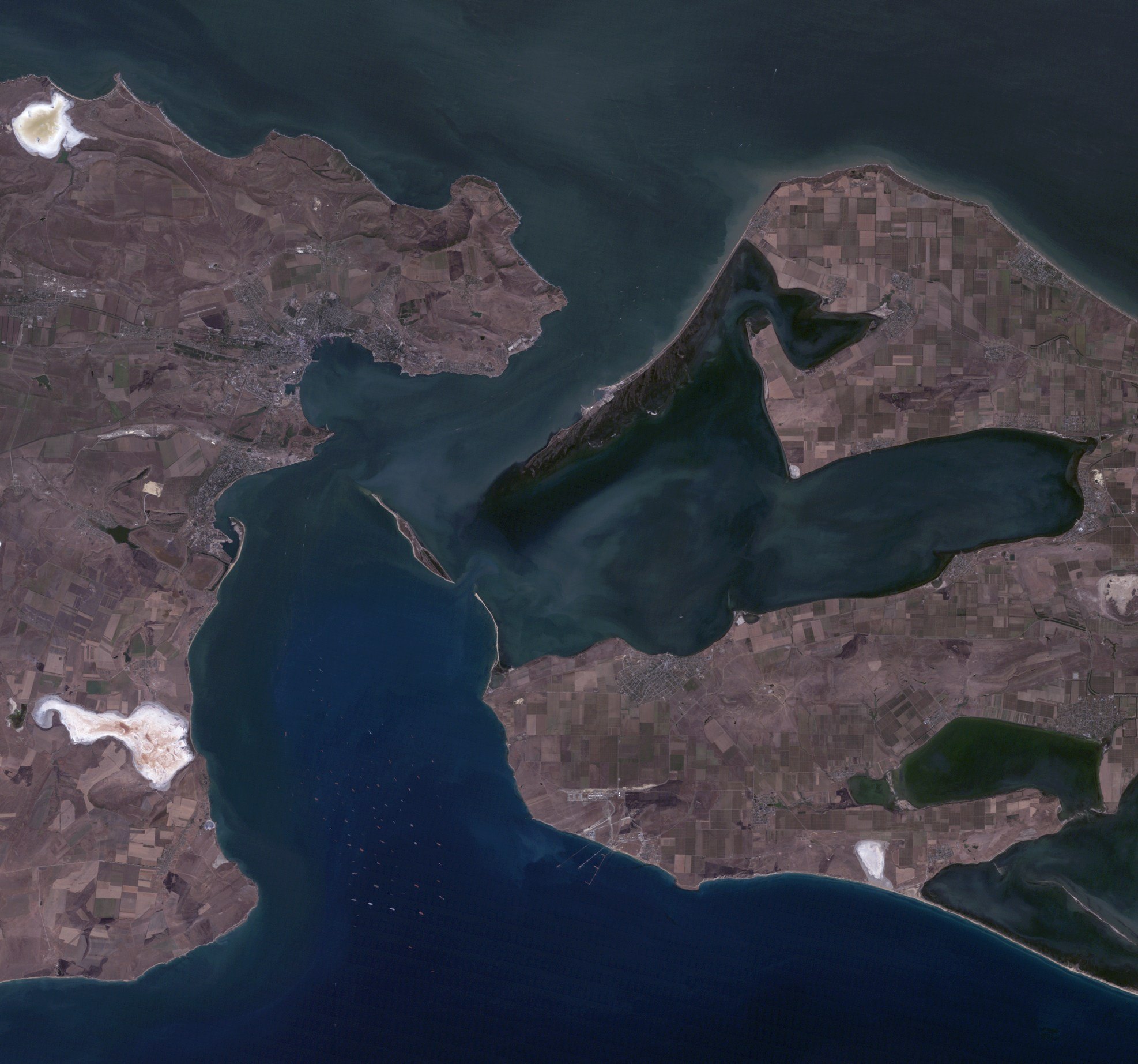
ケルチ海峡の衛星写真

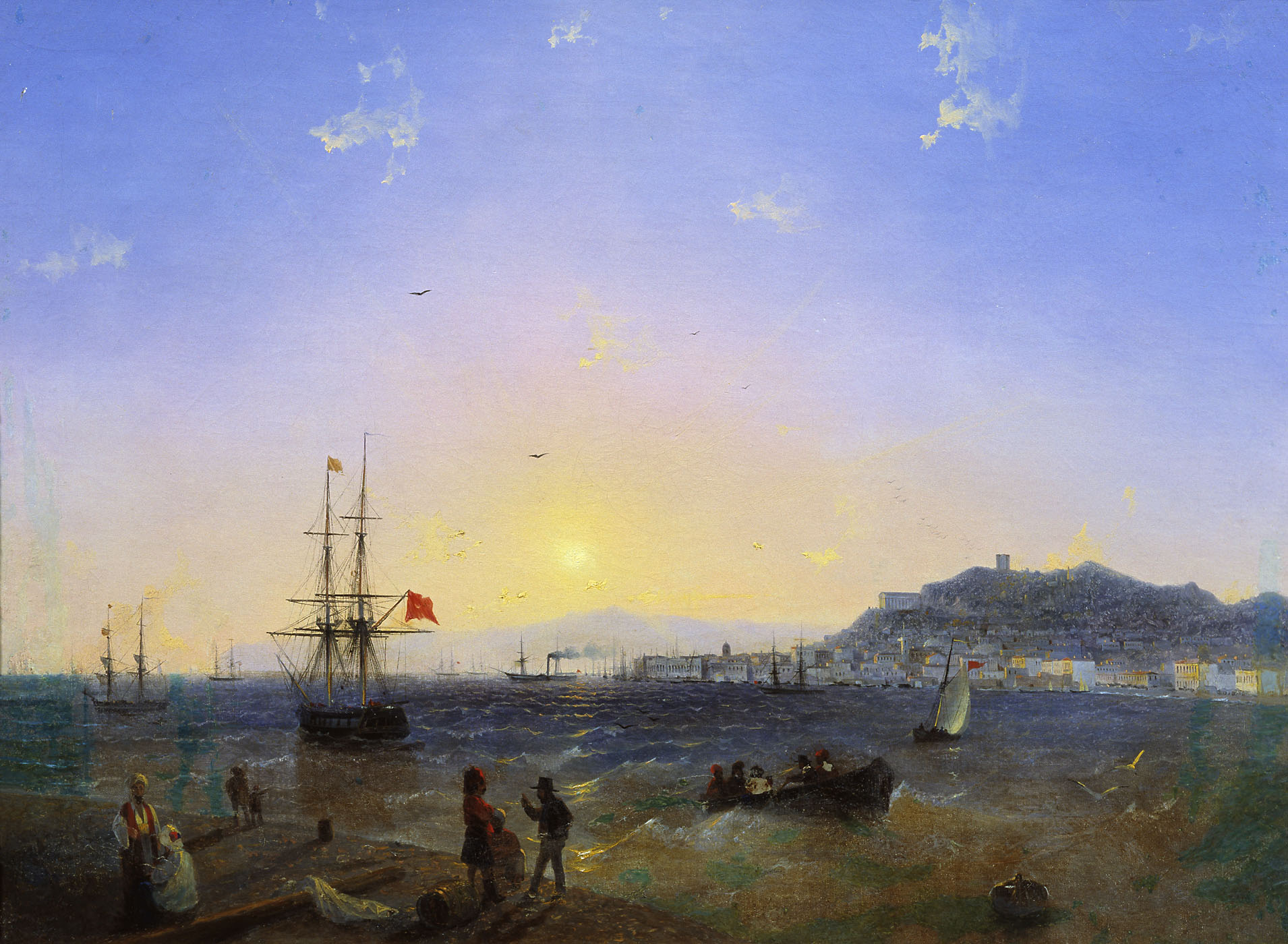
『ケルチの眺め』
（1839年、イヴァン・アイヴァゾフスキー画）

ケルチ海峡（ケルチかいきょう、ロシア語: Керченский пролив キェールチェンスキイ・プラリーフ、ウクライナ語:Керченська протока ケールチェンスィカ・プロトーカ、クリミア・タタール語:Керич богъазы ケリック・ボーガジ）は、黒海とアゾフ海を結ぶ海峡である。西は2014年3月以降ロシアが実効支配しているクリミア半島、東にはロシア連邦領のタマン半島（タマニ半島）がある。

## 概要
主要港には、クミリア半島側のケルチ、東岸ロシア側のノヴォロシイスクなどがある。
紀元前438年には、この一帯にギリシア植民都市の発展したボスポロス王国が成立している。

### 連絡橋とフェリー
独ソ戦時にコーカサスへ侵攻するナチス・ドイツが1943年に建設を開始し、ソ連が完成させたものの、1945年に崩落した。ロシアはかつてウクライナと架橋に合意したものの、2014年に制圧したクリミアの実効支配を強めるため、タマン半島とケルチを結ぶクリミア大橋を2016年2月に起工した。総工費は2280億ルーブル。長さは19kmで、片側2車線の自動車道は2018年5月15日に開通した。複線の鉄道橋は2019年後半に完成し、同年12月23日に供用を開始した。2017年3月時点では、タマニより北にあるチュシカ港とケルチを結ぶフェリーが1時間半に1便出ており、30分で両岸を結んでいる。

### 国境紛争
1991年のソビエト連邦解体後、ロシア連邦とウクライナの間での国境紛争が発生した。1997年には両国間で友好条約が結ばれ、海峡にあるトゥーズラ島はウクライナ領と認められた。しかし海峡の主要な航路を実効支配するウクライナに対してロシア側は不満を強め、2003年にはロシア連邦がトゥーズラ島に堤防を建設しようとしたためウクライナ側が軍を派遣するなど問題になった（トゥーズラ岬の紛争）。
2010年4月25日、ロシアのドミートリー・メドヴェージェフ大統領とウクライナのヴィクトル・ヤヌコーヴィチ大統領はケルチ海峡に橋を建設する合意書に署名。2012年7月12日にはウラジーミル・プーチン大統領がヤヌコーヴィチと会談し、トゥーズラ島の領有権がウクライナ側にあることを再確認し、海峡における船舶の通航をロシアとウクライナの両国で共同管理することで合意に達した。

### ロシアによるクリミア併合後
2014年のロシアによるクリミア併合後は事実上のロシアの内水域になるため、2018年にロシアの国内事業としてのケルチ海峡大橋が開通した。また、同年に黒海からアゾフ海に進入しようとしたウクライナ海軍の軍艦3隻はロシアの海岸警備隊の発砲に遭い、拿捕される事件（ケルチ海峡事件）も発生した。
2021年4月にロシア側はケルチ海峡における他国軍艦の無害通航をこれからの半年間認めないと発表したため、ウクライナ側は激しく反発した。

## 事故の一覧
- 2007年11月11日、非常に強い嵐により、4隻の船が沈没し、6隻が座礁し、2隻のタンカーが損傷した。この事故によって、23人が死亡し大規模な原油流出や硫黄などの物資も流出した[12]。
- 2019年ケルチ海峡での液化天然ガスタンカー火災（英語版） ‐ 2019年1月21日、タンザニア船籍の液化天然ガス（ＬＮＧ）タンカー Kandy、Maestroの2隻に火災が発生した。
- 2019年ケルチ海峡でのタンカー座礁事故（英語版） ‐ 2024年12月15日、石油タンカーVolgoneft-212、Volgoneft-239の2隻が、嵐により座礁し、石油流出を起こした。